# Johann Georg Eschbacher
Johann Georg Eschbacher (* 25. Mai 1830 in Schlatt; † 29. Juli 1909 in Freiburg im Breisgau) war ein deutscher Mediziner und badischer Lokalpolitiker.

## Leben
Als Sohn eines Bauern geboren, studierte Eschbacher Medizin in Freiburg. Während seines Studiums wurde er 1851 Mitglied der Freiburger Burschenschaft Teutonia. Er wurde zum Dr. med. promoviert und arbeitete als praktischer Arzt in Krozingen und Freiburg. Er gründete 1877 die Kreispflegeanstalt in Freiburg und war bis 1906 deren Direktor. Er wurde Medizinalrat. Er war Mitglied und später Ehrenmitglied des Bundes Deutscher Ärzte. Politisch war er in Freiburg zwischen 1877 und 1902 in vielen Ämtern tätig, als Stadtverordneter, Stadtrat und Stiftungsrat. Als nationalliberaler Abgeordneter gehörte er der Zweiten Kammer des Badischen Landtags von 1867 bis 1872 und von 1875 bis 1879 an.